# Renolit
Renolit (Eigenschreibweise in Großbuchstaben) ist ein international tätiges Familienunternehmen im Bereich der Chemieindustrie mit Sitz in Worms. Mit einem Umsatz von 1,279 Milliarden Euro im Jahr 2021 zählt das Unternehmen zu den global führenden Kunststoffverarbeitern.

## Märkte und Standorte
Die Renolit Gruppe beschäftigt über 4.800 Mitarbeitende, davon sind mehr als 1.000 am Hauptsitz in Worms beschäftigt. Das Unternehmen ist auf vier Kontinenten, in 20 verschiedenen Ländern mit mehr als 30 Produktionsstätten und Vertriebsgesellschaften tätig.
Renolit stellt Folien, Oberflächen, Dichtungen und weitere Produkte für verschiedenste Anwendungen in folgenden Branchen her: 
- Automobilbranche
- Medizin- und Pharmabranche
- Haus & Bau
- Maritimbereich
- Verpackung
- Visuelle Kommunikation
- Wind Energy[4]

## Unternehmensentwicklung
Am 4. Mai 1946 wurde Renolit von Jakob Müller in Worms gegründet. Die „Renolit-Werke-Gesellschaft mit beschränkter Haftung“ produzierte mit damals sieben Beschäftigten PVC-Platten aus Igelit als Ersatz für das in der Nachkriegszeit knappe Leder. Später wurden auch Folien und Bodenbeläge gefertigt.
1950 erwarb Renolit einen Kalander, eine Walzenanlage zur Folienherstellung. Diese Anlage wird weiterhin in der Produktion eingesetzt.
1956 wurde der Grundstein für den heutigen Firmensitz in Worms gelegt. Mit Geschäften in den Niederlanden und Spanien wagte Renolit früh den Schritt ins Ausland.
Selbstklebende Folien etwa für Taxis oder Polizeifahrzeuge kamen in den 1970ern ins Renolit Portfolio, ab 1981 Folien für Fensterprofile und Ende des Jahrzehnts thermisch verformbare Möbelfolien. In den Jahren von 1960 bis 2000 wurden weitere weltweite Niederlassungen gegründet und erworben.
2006 wurde die Industriefoliensparte des belgischen Chemiekonzerns Solvay für 330 Millionen Euro übernommen. Dazu gehörten 19 Standorte in Europa und Nordamerika sowie Joint Ventures in China und Brasilien. Im selben Jahr fand auch die Akquisition eines Folienunternehmens in China statt. In den Jahren 2008 und 2009 expandierte Renolit nach Russland, in die Ukraine und nach Indien. 2010 wurde der italienische Folienhersteller Eurogloss von Renolit übernommen und in die neu gegründet Gesellschaft Renolit Milano S.r.l. integriert. Ein Jahr später folgte die Expansion in die Türkei und die Umwandlung von einer AG in eine SE (Europäische Gesellschaft, Societas Europaea). Die Übernahme der „Medical Film Division“ von Austar PMC in China und dessen Integration in den Geschäftsbereich Renolit Healthcare fanden 2012 statt. 2018 wurde der Produktionsstandort Renolit Chile SpA in Valparaiso eröffnet.
2019 wurde Renolit im Rahmen einer Neuordnung von der RKW-Gruppe getrennt und gehört seither vollständig den Eigentümerfamilien Fischer und Lang/Helms.
Der Name Renolit ist eine Zusammensetzung aus „RENO“, einem lederähnlichen Stoff, und „LIT“, das sich von Igelit ableitet.
Am 4. Mai 2021 feierte das Wormser Familienunternehmen seinen 75. Geburtstag.

## Unternehmensführung
Aufsichtsratsvorsitzender und Miteigentümer des Unternehmens ist Andreas Lang. Die weiteren Miteigentümerinnen sind Christiane Helms und Anja Fischer.
Der Vorstand besteht aus Karsten Jänicke (Vorstandsvorsitzender seit 1. Januar 2025), Sven Behrendt, Torsten Maschke und Thomas Sampers.